# Ulrico II di Carinzia
Ulrico II di Carinzia (1176 circa – 10 agosto 1202) fu duca di Carinzia dal 1181 alla morte.

## Biografia
Ulrico II era il figlio maggiore del duca Ermanno di Carinzia, che aveva sposato Agnese di Babenberg, figlia del duca Enrico Jasomirgott d'Austria ed ex regina consorte dell'Ungheria. Faceva parte dunque della casa di Sponheim. Era ancora minorenne quando suo padre morì nel 1181 e inizialmente finì sotto la tutela di suo zio materno, il duca Leopoldo V d'Austria. Pertanto non poté opporsi quando i sovrani della dinastia Otakar della Stiria si estinsero e Leopoldo concluse il patto di Georgenberg del 1186 con Ottocaro IV per riservare il diritto di successione alla casa austriaca di Babenberg. Suo zio paterno era Pellegrino di Ortenburg-Spanheim, che governò come Patriarca di Aquileia dal 1195 al 1204. Nel 1192 fece una donazione all'abbazia di San Paolo.
Ulrico II divenne maggiorenne e poté governare indipendentemente dal 1194 e, come suo padre, rimase fedele sostenitore della dinastia imperiale Hohenstaufen. Quando l'imperatore Enrico VI invocò la crociata tedesca nel 1195, il duca della Carinzia fu tra i molti nobili che si impegnarono ad impegnarsi nella crociata, nonostante avesse appena raggiunto l'età adulta. A partire dal marzo 1197 i nobili tedeschi con le loro truppe partirono dal sud dell'Italia e dalla Sicilia alla volta della Terra Santa. La flotta principale raggiunse Acri nel settembre 1197. La crociata terminò con la caduta di Sidone e Beirut. Enrico VI morì di febbre a Messina nell'ottobre 1197. Quando la notizia raggiunse i crociati, molti dei nobili di rango più elevato tornarono in Germania per proteggere i loro interessi nelle imminenti elezioni imperiali.
Ritornato in Germania, Ulrico partecipò alla elezione di Filippo di Svevia nel 1198, accettando che la sua firma apparisse nella dichiarazione dei principi di Spira dell'anno seguente. Tuttavia contrasse la lebbra poco dopo e divenne incapace di governare e da quel momento in poi il fratello minore Bernardo divenne reggente. È documentato che il duca fece un'altra donazione all'abbazia di San Giorgio il 31 marzo 1199. Secondo il necrologio dell'abbazia di Seckau, Ulrico morì il 12 agosto 1202. Gli succedette il fratello reggente Bernardo.

## Ascendenza
|                                        |                                                |                                               | Genitori                                |  |  | Nonni |  |  | Bisnonni                         |  |  | Trisnonni                         |  |
|                                        |                                                |                                               |                                         |  |  |       |  |  | Enghelberto II, duca di Carinzia |  |  | Enghelberto I, margravio d'Istria |  |
|                                        |                                                |                                               |                                         |  |  |       |  |  | Enghelberto II, duca di Carinzia |  |  | Enghelberto I, margravio d'Istria |  |
|                                        |                                                | Edvige                                        |                                         |  |  |       |  |  | Enghelberto II, duca di Carinzia |  |  |                                   |  |
| Ulrico I, duca di Carinzia             |                                                |                                               |                                         |  |  |       |  |  | Enghelberto II, duca di Carinzia |  |  |                                   |  |
|                                        |                                                | Uta di Passavia                               | Ulrico, burgravio di Passavia           |  |  |       |  |  |                                  |  |  |                                   |  |
|                                        |                                                | Uta di Passavia                               | Ulrico, burgravio di Passavia           |  |  |       |  |  |                                  |  |  |                                   |  |
|                                        |                                                | Uta di Passavia                               | Adelaide di Lechsgemünd                 |  |  |       |  |  |                                  |  |  |                                   |  |
| Ermanno II, duca di Carinzia           |                                                | Uta di Passavia                               |                                         |  |  |       |  |  |                                  |  |  |                                   |  |
|                                        |                                                | Ermanno II, margravio di Baden                | Ermanno I, margravio di Baden           |  |  |       |  |  |                                  |  |  |                                   |  |
|                                        |                                                | Ermanno II, margravio di Baden                | Ermanno I, margravio di Baden           |  |  |       |  |  |                                  |  |  |                                   |  |
|                                        |                                                | Ermanno II, margravio di Baden                | Giuditta                                |  |  |       |  |  |                                  |  |  |                                   |  |
| Giuditta di Baden                      |                                                | Ermanno II, margravio di Baden                |                                         |  |  |       |  |  |                                  |  |  |                                   |  |
|                                        |                                                | Giuditta di Backnang-Sulichgau                | Hesso II, signore di Backnang-Sulichgau |  |  |       |  |  |                                  |  |  |                                   |  |
|                                        |                                                | Giuditta di Backnang-Sulichgau                | Hesso II, signore di Backnang-Sulichgau |  |  |       |  |  |                                  |  |  |                                   |  |
|                                        |                                                | Giuditta di Backnang-Sulichgau                | Giuditta                                |  |  |       |  |  |                                  |  |  |                                   |  |
| Ulrico II, duca di Carinzia            |                                                | Giuditta di Backnang-Sulichgau                |                                         |  |  |       |  |  |                                  |  |  |                                   |  |
|                                        | Leopoldo III di Babenberg, margravio d'Austria | Leopoldo II di Babenberg, margravio d'Austria |                                         |  |  |       |  |  |                                  |  |  |                                   |  |
|                                        | Leopoldo III di Babenberg, margravio d'Austria | Leopoldo II di Babenberg, margravio d'Austria |                                         |  |  |       |  |  |                                  |  |  |                                   |  |
|                                        | Leopoldo III di Babenberg, margravio d'Austria | Ida di Formbach-Ratelnberg                    |                                         |  |  |       |  |  |                                  |  |  |                                   |  |
| Enrico II di Babenberg, duca d'Austria | Leopoldo III di Babenberg, margravio d'Austria |                                               |                                         |  |  |       |  |  |                                  |  |  |                                   |  |
|                                        |                                                | Agnese di Waiblingen                          | Enrico IV, imperatore dei Romani        |  |  |       |  |  |                                  |  |  |                                   |  |
|                                        |                                                | Agnese di Waiblingen                          | Enrico IV, imperatore dei Romani        |  |  |       |  |  |                                  |  |  |                                   |  |
|                                        |                                                | Agnese di Waiblingen                          | Berta di Savoia                         |  |  |       |  |  |                                  |  |  |                                   |  |
| Agnese di Babenberg                    |                                                | Agnese di Waiblingen                          |                                         |  |  |       |  |  |                                  |  |  |                                   |  |
|                                        |                                                | Andronico Comneno                             | Giovanni II Comneno, basileus dei Romei |  |  |       |  |  |                                  |  |  |                                   |  |
|                                        |                                                | Andronico Comneno                             | Giovanni II Comneno, basileus dei Romei |  |  |       |  |  |                                  |  |  |                                   |  |
|                                        |                                                | Andronico Comneno                             | Piroska d'Ungheria                      |  |  |       |  |  |                                  |  |  |                                   |  |
| Teodora Comnena                        |                                                | Andronico Comneno                             |                                         |  |  |       |  |  |                                  |  |  |                                   |  |
|                                        |                                                | Irene                                         | …                                       |  |  |       |  |  |                                  |  |  |                                   |  |
|                                        |                                                | Irene                                         | …                                       |  |  |       |  |  |                                  |  |  |                                   |  |
|                                        |                                                | Irene                                         | …                                       |  |  |       |  |  |                                  |  |  |                                   |  |
|                                        |                                                | Irene                                         |                                         |  |  |       |  |  |                                  |  |  |                                   |  |